# Archboldomys
Genre
Répartition géographique
- A. kalinga
- A. musseri
- A. luzonensis

Archboldomys  est un genre de rongeurs de la sous-famille des Murinés qui vit exclusivement aux Philippines.

## Liste des espèces
- Archboldomys luzonensis Musser	1982
- Archboldomys musseri Rickart, Heaney, Tabaranza & Balete, 1998
- Archboldomys kalinga Balete, Rickart & Heaney 2006

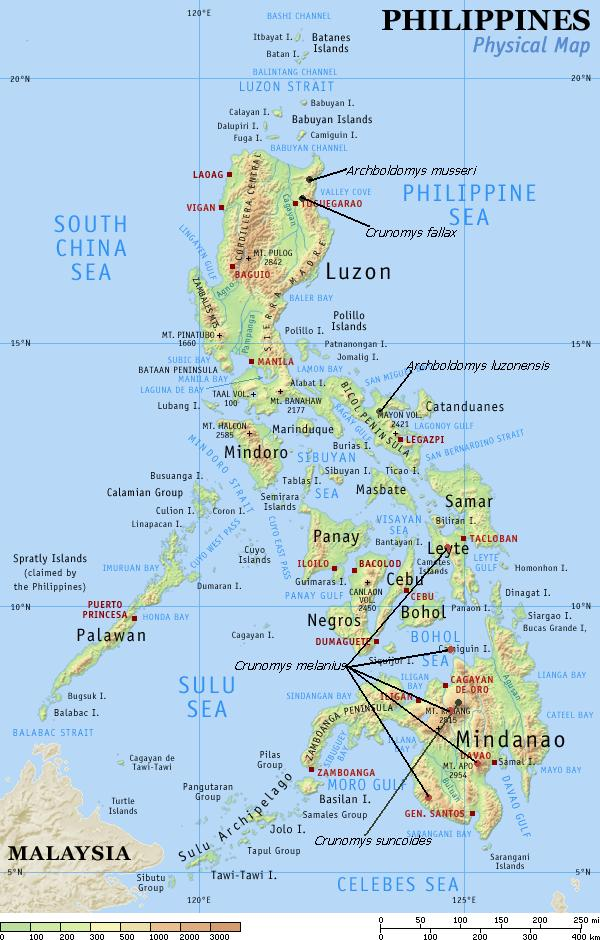
Archboldomys sp.
(+Crunomys spp.)

## Référence
- Musser, 1982 : Results of the Archbold Expeditions. No. 110. Crunomys and the small-bodied shrew rat native to the Philippine Islands and Sulawesi (Celebes). Bulletin of the American Museum of Natural History, 174-1 p. 1-95.